# 弁天様には言わないで
「弁天様には言わないで」（べんてんさまにはいわないで）は、鶴田洋久による日本の漫画作品。集英社の『ビジネスジャンプ』及び増刊『エクストラビージャン』に連載された、仙人と人との交流を描くストーリー漫画である。

## 概要
『ビジネスジャンプ』平成10年3号より連載開始、本誌での連載は平成11年17号にて35話を以って未完のまま終了、以降は同誌増刊『エクストラビージャン』に移り同年より翌年にかけ6話を掲載、平成12年10月30日号にて全41話を以って完結した。著者・鶴田洋久にとって「なつきクライシス」に次ぐ長期連載作品である。なお、単行本第5巻発行に際して16ページの描きおろしを追加、雑誌掲載時とは物語の結末が変化している。
何かと問題の多い人柄の作家兼インディーズミュージシャンである桧川亮、身体が弱くいじめられっこの橘未稀という2人の主人公と、ひょんなことから彼らに招喚された仙人である弁天、毘沙奈の交流の物語で、不思議な仙術で願いを叶える仙人たちとの暮らしを通じ、主人公らの夢や生き方を描く。亮と弁天、未稀と毘沙奈、別々に綴られた2つの物語は、最終的に1つの終局へと収束する。

## あらすじ
ヴィジュアル系インディーズバンド「ブルーベルベット」のヴォーカル・桧川亮がバンド仲間の十兵衛に譲り受けた土瓶から、あるとき突然、妖艶な女性が現れた。弁財天鶯呼、通称「弁天」と名乗る彼女は仙人であり、10の願い事を叶えるという。試しに依頼した蒙古斑が綺麗に除去され喜ぶ亮だったが、彼の管理するマンション「七福ハイツ」へ入居したばかりの編集者・秋元勇紀を口説いている最中に、自分の股間が破裂せんばかりに膨らんだことに驚いた。それは彼の体質に合わない弁天の仙術が引き起こした副作用だったが、秋元に「変態」と誤解されてしまう。さらに、弁天の悪戯を間の悪い形で目撃され、彼女の誤解はさらに強まるのだった。しかしその一方で弁天には、本来はひどい音痴である亮を誰もが聴き入る美声に変える力もあった。その頃、七福ハイツの住民である杉森紀香は、別の仙人である大黒屋懸巣を呼び出してしまった。
武産高校へ通う橘未稀（ミキ）は、小柄で華奢な体格と病弱な体質で、猫田ら同級生から連日いじめを受けていた。彼はあるとき、十兵衛からもらった小さな宝燈がきっかけで、天門毘沙奈と名乗る仙人と出逢う。彼女はミキの味方となり、執拗ないじめに絶望し生きることを放棄しかけた彼を必死に説得した。そんな彼女に応えようと、ミキはされるがままの生き方を捨て、自分の意思を貫く生き方を決意する。その手始めとして凶暴さで知られる柔道部主将・坂口青司に挑み、圧倒的な実力差に勝つことはできなかったものの、何度倒されても立ち上がるミキの闘志は、自分に対する周囲の見方を大きく変えさせた。そんな彼をそばで見守る毘沙奈に、ミキはいつしか憧れを抱くようになっていく。仙人と人との恋は破滅を招くことを知る毘沙奈はミキを遠ざけようとするが、真摯な彼の想いに負け、ついには人間に戻ることを望むのだった。
桧川亮は、持ち前の身勝手さに不運が重なって、全てを失いかけていた。弁天の誘いでクラブへと出かけた彼は、そこで驚異的な技術を持つギタリスト・橘未稀と出遭う。亮とミキ、弁天と毘沙奈、十兵衛、それに新たな仙人である吉祥天で再結成された「ブルーベルベット」は、聴く者に感動を与えずにおかない音楽で瞬く間に世界中の話題となった。しかしその陰には、弁天堂主人の野望と、彼のもとで暗躍する大黒の姿があった。

## 登場キャラクター
※各人物の呼称は原則として作中に準じるが、姉妹で登場する秋元勇紀/仁美は名で表記する。また、便宜上、亮とミキどちらかの主人公を中心に描く第36話以前を「物語前半」、登場人物が全て結集する第37話以降を「物語後半」と表現する。

### 主人公
桧川亮（ひかわ りょう）
マンション「七福ハイツ」（しちふくハイツ）管理人にして文学賞「植木賞」作家、そしてヴィジュアル系インディーズバンド「ブルーベルベット」のヴォーカルとして活躍する青年。この名は作家並びに歌手としての通称で、プライベートでも概ねこの名で呼ばれるが、弁天からは本名の花山大吉（はなやま だいきち）をもじって「大ちゃん」と呼ばれる。容姿端麗だがナルシストで、わがままで身勝手、口が悪く、女性にだらしが無いなど、言動に問題の多い人物。また、かなりの音痴。成人してからも尻に残る蒙古斑に悩む。物語前半、出会って以来なかなか自分になびかない秋元勇紀を何とか口説こうとするが、相手にされないばかりか自らの言動や弁天の失敗や悪戯も相まって「変態」「最低」との悪評を受ける。物語後半、バンドメンバーに罵詈雑言を浴びせ口論の末に相次ぎ解雇したせいでバンド活動ができなくなり、小説の依頼にエッセイを書いたために連載を打ち切られ、さらに七福ハイツのオーナーが離婚に伴い自ら管理人として住み込むことにした煽りを食って住まいを無くし、生活の基盤を失った。解雇した元バンドメンバーの罠による嘲笑の中で弁天に救われ、「音楽で世界を取る」決意をし、彼女により新しいバンドメンバーとしてミキと毘沙奈に引き合わされた。以後も、毘沙奈への想いから努力するミキをせせら笑ったり、演奏について彼に辛く当たることが間々あったが、一方で「自分を見下した相手をいつか見返せ」「仙人の力を借りることは、やましいことではない」など自分なりの助言を彼に与えることもあった。周囲の人々を何かと怒らせたり困らせる言動が多かったが、ブルーベルベット最後の大舞台を成功させるため死をも厭わない覚悟を毘沙奈に語ったり、弁天が懐かしがった「光核桃」（コアンホータオ）を会場に満開に咲かせることを事実上最後の願いとするなど、心の内には別の側面を秘めていることを窺わせた。
橘未稀（たちばな みき）
武産（たけむす）高校へ通う2年生の男子生徒。通称「ミキ」。喘息を患う病弱な体質と小柄で華奢な身体つきのため猫田らからいじめを受けるが、他人を傷つけることを拒む勇気と他人を気遣う優しさ、それに克己心を持つ性格。あるとき、いじめられているところを助けられた縁で知り合った十兵衛から譲られた宝燈を、よく通う古びた社に祀られた仏像（毘沙門天像）に捧げ、意図せず毘沙奈の封印を解いた。突然現われた彼女を当初は幽霊と思い込み、仙人と知ってからも敬遠したが、彼女と出会って間もなく、密かに憧れる藤崎の様子を格技場で見ていたところを猫田らに見つかり、坂口らを加えた暴行に遭う。それは坂口に投げ飛ばされ発作を起こした状態で薬も与えられず、衆人環視のなか衣服を一枚残らず剥ぎ取られるもので、理不尽な暴力の中、周囲で嘲笑する男子生徒に混ざり、今まで心の支えであった藤崎までもが笑う（実は猫田と談笑していた）姿を見て絶望し、心を閉ざして生きることを放棄しようとした。直後に駆けつけた毘沙奈の強い説得によって意識を取り戻すと、これまでの“逃げ”の姿勢から決別すべく、いきなり坂口に決闘を申し込んだ。対決に備えるにあたっては毘沙奈の術に頼ることはせず、代わりに彼女に格闘技（プロレス技）の指南を請うた。決闘では、以前かけられた術の影響で動体視力の向上した序盤こそ優勢だったものの、その効力を失ってからは一方的に攻め立てられ、坂口の体勢を崩して得た唯一の勝機であるブレーンバスターも相手を気遣って背中から投げたため形勢を覆せず、逆に坂口得意の片羽締めを受けて満身創痍となる。それでもなお立ち上がり闘志を失わぬ姿は、猫田の取り巻きを含む観衆を感動させ、彼らの自分に対する見方を変えさせたが、結局、坂口の腕挫十字固を受け、観衆の声援に応じてギブアップした。坂口との対決後、一躍英雄視されるが、そんな中で自分を支える毘沙奈に惹かれていき、仙術によって実力以上の活躍をすることに負い目を感じながらも、彼女を喜ばせようと術によるスーパースターを演じる。弁天に釘を刺された毘沙奈から突き放されてもなお彼女への思いを貫き、ついには彼女に人間へ戻ることを決意させた。その後、大黒の助言に従って仙人それぞれから廻鍵を得るべく毘沙奈と共に彼らの願いをかなえる中で、弁天の願いに沿って亮を世界的成功へと導くべくブルーベルベットに加わった。

### 亮に関わる人々
榊十兵衛（さかき じゅうべえ）
漢方薬局「弁天堂」（べんてんどう）の跡取り息子で、ブルーベルベットのギタリストでもある亮の友人。スキンヘッドにサングラスをかけた大柄な男性で、温和な人柄ながら、弱い者いじめをする猫田らを取り押さえたりする一面もある。普段は店番をしており、亮とミキそれぞれに祖父の集めた古美術品（仙人を封じた神器）を譲り、2人が仙人と出会うきっかけを作った。弁天と出会う前は調子外れな亮のヴォーカルを様々な手段を講じてごまかし、物語後半では弁天と協力しミキらのバンド加入を進めるなど、ブルーベルベットの活動を支えた。終盤、亮が複数の仙人と契約を結ぶのを阻止するため吉祥天と契約した。
秋元勇紀（あきもと ゆうき）
七福ハイツに新たに入居した、出版社に勤める女性編集者で、仁美の姉。仁美ほど露骨ではないが男勝りな性格で、空手3段・柔道2段・合気道初段の実力を持つ。また、鳥羽一郎のファン。幼い頃のミキの初恋の女性でもある。厳しい父親の影響で美形な男性はもともと苦手だったが、女性に馴れ馴れしく接する亮自身の性格と、弁天の術の副作用で大きく膨らんだ彼の股間を目撃したり、弁天による悪戯を彼のせいと誤解したりといった出来事が重なって、亮を変態扱いする。しかし、臨時に請け負った舞台劇中に大観衆の前であられもない姿を晒す危機を彼の乱入により難を逃れてからは（実際には亮が意趣返しのため弁天に使わせた術がトラブルの原因で、観衆の注意を逸らした行動も彼女との口付けを試みた彼の思惑が外れた結果だったが）、亮への態度を軟化させた。物語後半には彼に対する理解を深めており、自分から楽屋を訪ねたり、音楽情報誌の記者にブルーベルベットの取材を勧めたり、亮への不信感を募らせるミキと毘沙奈に彼の著書を勧めた。彼女に取材を勧められた記者と偶然同席したテレビプロデューサーが彼らの曲に感動し番組に取り上げたため、ブルーベルベットは一躍知名度を高めた。
弁天堂の主人
正確な名前は不明。十兵衛の祖父で、小柄で頭の禿げ上がった老人。不老不死を望み、半世紀に渡る研究を重ねて仙人の封じられた神器を蒐集したが、それら古美術品はいずれも封を解く方法が分からないまま、物語前半、十兵衛の周囲の人々に持ち去られてしまった。物語後半には大黒と協力関係にあり、ミキと毘沙奈に助言を与えるふりをして廻鍵を集めさせ、亮を自らの野望の犠牲にしようとする。

### ミキに関わる人々
猫田久作（ねこだ きゅうさく）
ミキと同じクラスに属する長髪、長身の男子生徒。常に数人の取り巻きを引き連れ、ミキを「カマ」（おかま）呼ばわりして虐げるのをはじめ、小林や木村など、弱い者いじめを繰り返す。その性格は、坂口らに押さえつけられ発作に苦しむミキの目前で、彼の発作を鎮めるための携帯吸入器を、うすら笑いを浮かべながら踏み潰すほど冷酷。その実、強い者（坂口）に媚び、同調者を失うと、飛び出しナイフなどの武器を用いたり闇討ちのような形でしかミキを脅すこともできない卑怯者。気に入っていた女子生徒がミキにラブレターを渡したことを契機に彼をいじめ始めた。後には毘沙奈の術を自ら断って各部活動の信頼を失ったミキの前に坂口らを伴って現われ、再びいじめの標的にしようとするが、亮と共に現われた弁天と十兵衛に撃退された。
坂口青司（さかぐち せいじ）
3年生の柔道部主将。傲慢かつ凶暴な巨漢で、多くの生徒を恐れさせる存在。「ゴリラ」と呼ばれると激怒する。己が勝手に恋人扱いしている藤崎にミキが思いを寄せていることを知り、彼を数回投げ飛ばしたうえ、格技場で全裸に剥いて藤崎を含む衆目に晒すいじめを行い、彼を絶望のふちに追い込んだ。その後、毘沙奈の説得で立ち直ったミキから挑戦を受け、初めはバカにしていたが、毘沙奈の挑発に乗って試合することとなる。決闘は、序盤こそミキに苦戦したが、毘沙奈の術の影響がミキから消えると一方的に攻撃をする展開となった。しかし、何度倒されても立ち上がり、得意の片羽締めですらトドメをさせないミキに逆上、さらに観衆も彼に同調したことに怒りを募らせ、タップアウトをも無視して彼の腕を折った結果、毘沙奈の怒りを買い、ミキに憑依した彼女に惨敗した。
藤崎澪（ふじさき みお）
2年生の柔道部マネージャーで、年齢の割に大人っぽい女子生徒。坂口とは幼い頃から家が隣同士の幼馴染だが、彼女自身は彼を恋人とは考えていない。いじめられっこのミキにも優しく接し、彼から密かな思いを寄せられていた。ミキにとっていじめに耐え抜く心の支えとなる存在だったが、格技場での坂口らによる暴行の際、猫田の口車に乗って彼らを制止する機会を逸し、さらに全裸にされたミキを周囲で嘲笑する男子達に混ざって笑う姿を見せ、彼を絶望させた。後にミキの家を訪れ謝罪すると同時に坂口との決闘を断念するよう説得するも（毘沙奈に操られた）彼の決意を聞き、2人の対決を見守った。
秋元仁美（あきもと ひとみ）
橘家の隣家の娘で、勇紀の妹。ミキとは幼稚園からの幼馴染でクラスメートでもあり、彼からは「仁（じん）ちゃん」と呼ばれる。男言葉を使う勝気な性格で、幼い頃からミキをいじめ、高校でも彼を「奴隷」「下僕」「クソミキ」と呼んでいた。物語開始当初は大阪の世界空手選手権出場のため不在にしており、同大会では最年少優勝を飾り帰宅した。坂口との決闘の2日後にミキと毘沙奈に出会い、彼と親しげな毘沙奈と衝突した。また、ミキを取り巻く周囲の態度が従前と異なることに戸惑い、男子空手部の助っ人依頼を機に彼に果たし状を突きつけるが、毘沙奈に操られたミキには手も足も出ず、転倒し気絶して敗北した。実は、ミキに密かな好意を抱いており、彼をいじめるのもその感情を裏返しにした彼女なりの愛情表現だった。ミキに負けてからはその気持ちを露わにし、眠っている彼の唇を奪おうとしたり、仮病を使って彼を自室に誘い半裸の姿を晒して彼に気持ちを打ち明け、他に好きな人（毘沙奈）が居ると言うミキを、それでも押し倒して思いを遂げようとするが、激昂し絶交とまで言う彼に断念した。
木村（きむら）
ミキのクラスメートであり、同様に猫田らからいじめを受ける男子生徒。最初は、猫田らがミキに墨汁をかけさせる相手として連れてこられたが、彼が拒んだため逆にミキに墨汁をかけることを強要され、従ってしまう。その後、格技場でミキが坂口に決闘を申し込み直後に宮戸（みやと）を倒すのを目撃、自分と同様のいじめられっこでありながら坂口に挑もうとする彼の強さを知ろうと、特訓中の彼を訪ねた。ミキと坂口との決闘を巡る賭けでは毘沙奈を除いてただ1人ミキに賭け、誰もが彼の大敗を疑わない当初から応援を続けた。なお、木村ほど目立たなかったが、同様に猫田らからいじめを受けミキとのキスを強要された小林（こばやし）という女子生徒も居り、彼女もまた、坂口戦でミキを応援した。

### 仙人
弁財天鶯呼（べんざいてん ようこ）
亮に招喚された女性の仙人で、通称「弁天」（べんてん）。かつて悪鬼によって土瓶に封じられ、それを十兵衛から譲り受けた亮により解封された。芸術的能力の向上や体力回復などの仙術を得意とし、タバコの煙を使った占いも得意。留守中の勇紀の部屋に忍び込んで道着と下着を勝手に拝借したり、横柄な亮に仙術のシールを貼ってゴキブリに変えたりと悪戯好きで、物語前半には勇紀の亮に対する悪評の一因となる。封印を解く条件は悪人に利用されぬよう彼女自身が設定した「真実の涙」で、コンサートの楽屋に尋ねてきた父や弟に侮辱された亮の流した涙が土瓶にかかったことによって招喚され、物語前半は亮が涙を流すたび土瓶から出たり入ったりした。仙術を施す際には、体内で生成した玉を口移しで相手に飲ませる形を取る。物語後半、生活基盤を失った亮を音楽で世界的成功へ導くためにミキと毘沙奈へ協力を求めた。亮に対する感情は、大黒に対しては冷淡な考えを述べながら躊躇いがあったようだが、彼が「10の願い」を使い果たしても満たされず吉祥天とも契約を結ぼうとすると、「12の願い」について教えた。終盤、弁天堂主人の陰謀に加担する大黒によって捕らえられて監禁され、ブルーベルベット最後の大舞台を見守ることとなった。
天門毘沙奈（あまと ひさな）
ミキに封印を解かれた女性の仙人。朽ちた祠に祀られる毘沙門天の木像に封じられ、弁天堂にあった宝燈を木像の手のひらに置くことで封印が解かれた。しかし、突如現われた彼女を幽霊と勘違いしたミキがその場を逃げ出したため、翌朝、彼らのクラス担任の新人教師としてミキの前に現われた。それでも自分を避け続けるミキに戸惑ったが、彼が坂口らの暴行によって瀕死に陥るとすぐに駆けつけ、危険を冒して彼の心の中へ進入、敢えて死を選ぼうとする彼の意識を必死に説得して立ち直らせた。水を扱う術を得意とする仙人で、水脈や水道を通して遠くの様子を見聞きでき、封印中だった頃から毎日のように花を供えに来るミキを観察し、彼をよく知っていた。その一方で武術にも長け、離れた位置からミキの手足を操って2人の不良や宮戸、後には仁美を圧倒したり、坂口がミキの腕を折った際にはミキに直接憑依して坂口に圧勝した。彼女が術を施す際には弁天の様に口付けをするのではなく、相手に向けて手をかざすことが多く、札を貼った壁越しに施す描写も見られた。殊にミキは体質的に彼女の術と相性が良く、毘沙奈自身さえ予期しなかったほどの効果をもたらした。好みの男性が「主人」となると浮かれて恋人のように振る舞ってしまう悪癖があり、相手をその気にさせたところで仙人と人とは関係を結べないことを理由に失望させてしまう失敗を過去に繰り返した。ミキに対しても同様に接してしまい、やはり彼から想いを寄せられていることを弁天に釘を刺されるが、いつしか毘沙奈自身も彼に想い入れを持ってしまい、苦悩する。弁天の勧めで敢えてミキを冷たくあしらい自分を諦めさせようとするが、あくまで一途な彼に負け、ついに仙人から人間へ戻る決意をした。その後、大黒から教わった方法で人間に戻るべくミキと共に仙人の願いを叶えて回る中で、弁天の願いを叶えるため「ブルーベルベット」にドラマーとして参加、欲で身を滅ぼしつつある亮を諌め、弁天に禁を犯させまいと彼女と衝突しつつも、最後の大舞台に臨んだ。なお、弁天は毘沙奈を呼び捨て、毘沙奈は弁天を「ヨーコさん」と呼び、弁天を「私が一番よく知っている」との発言から、弁天とは物語以前から強い結びつきがあった模様。ミキには学校の教師や格闘技の師匠として接していたので、彼からは最後まで「先生」と呼ばれた。
大黒屋懸巣（だいこくや かけす）
近畿方言を話す男性の仙人で、通称「大黒」（だいこく）。七福ハイツに住む女性モデル・杉森紀香が弁天堂から持ち帰った青銅製手鏡に封じられており、彼女が鏡面の裏に浮き彫りされたヨガのようなポーズを真似、最後に鏡面に口付けしたことにより封が解かれた。物語以前から弁天につきまとって求愛していたらしく、彼女からは「忌わしの邪仙」呼ばわりされ敬遠される。招喚された経緯では杉森と契約するはずが、弁天の乱入でうやむやになり、物語後半に登場した時には弁天堂の主人に協力していた。裏表のある性格で、弁天に対し神仙となるために亮の命を手に入れることをそそのかした上で彼女を裏切った。しかし、嘆く弁天の姿にいたたまれず、最後には弁天堂主人らを裏切って事態を収束に導いた。
吉祥天（きっしょうてん）
女性の仙人。重箱に封印されており、その周りで山本リンダの曲（劇中では「どうにもとまらない」）を歌い踊ることで招喚される。弁天の「10の願い事」を使い切った亮によって呼び出されたが、弁天らと共に乱入した十兵衛と口付けをかわし、契約した。ブルーベルベット最後のコンサートでは行方不明となった弁天の代わりにギターを担当、彼女の代理として（実は大黒が弁天のふりをして依頼した）仙術を行使した。なお、その他の仙人は、ミキと毘沙奈が廻鍵を得るべく新鮮な松阪牛の肉を届けた布袋（ほてい）の他、彼らが6番目に願いを叶えたとして寿老人（じゅろうじん）が名のみ挙げられた。

## 世界観・用語
仙人
この作品に登場する仙人は全て「祈願仙人」と呼ばれる、人の願いを叶える役目を持つ仙人である。彼らは人がかつて荒行の果てに8つの「仙穴」を開けて肉体を捨てた「真人」であり、壁を通り抜けるなど不思議な能力を持つ。彼らはそれぞれ神器に封じられており、その役割を果たすか、神仙になることなく一定期間が過ぎると再び封印される。この作品の仙人はそれぞれ七福神の名を称するが神そのものではなく、七福神信仰が盛んになり始めた頃に「福の神」扱いされたことにちなみ、神の名を称するようになった。
廻鍵（かいけん）
祈願仙人たちが求めるもの。仙人によって願いが叶ったと感じた人間の体内で生じる生命エネルギーの小さな渦のようなものを指し、同時にその人間を主人とする仙人の体内にも廻鍵が生じる。仙人はこれを使って12の「裏仙穴」を閉じて「神仙」となることを望み、主人の願いを叶える。逆に、人間によって願いを叶えられた仙人の体表のどこかにも小さな球状の廻鍵が生じ、作中の物理学者である時村与兵衛（ときむら よへえ）は、それを8つ集めて仙穴を閉じることによって仙人から人へ戻れると、ミキと毘沙奈に教えた。
仙術
仙人たちが使う不思議な術。主に主人となった人間の願いを叶えるために使われるが、魔法のように荒唐無稽なものではなく、主人が本来持つ能力を引き上がる効果が中心で、個々の仙人によっても得意・不得意がある。但し、願いを叶える際には媒介として主人の生命エネルギーを消費し、それが12回に及ぶと主人を死に至らしめる。この作品の仙人たちは属する流派によって殺生を禁じられており、主人に対し叶えられる願いを原則として10個以下と宣言する。

### 参照話数
1. ↑  第1話・第2話・第8話。
2. 1 2  第36話
3. 1 2 3 4 5 6 7 8 9  第37話
4. 1 2 3 4 5 6  第38話
5. 1 2 3 4 5 6  第40話
6. 1 2 3 4 5 6 7 8 9 10  第39話
7. 1 2 3 4  第41話
8. 1 2 3 4  第10話
9. ↑  第11話・第12話
10. 1 2 3 4  第13話
11. ↑  第14話
12. 1 2  第15話
13. 1 2 3  第17話
14. 1 2  第22話
15. 1 2  第23話
16. 1 2  第24話
17. ↑  第26話後半から第33話前半まで。
18. 1 2  第35話
19. ↑  単行本各巻冒頭「登場人物紹介」
20. ↑  第6話
21. ↑  第3話
22. ↑  第7話
23. 1 2  第1話
24. ↑  第2話・第8話
25. ↑  第5話
26. ↑  初登場は第9話。
27. ↑  第38話終盤と第40にて言及。
28. 1 2  第9話
29. 1 2  第38話以降。
30. 1 2 3 4  第27話
31. ↑  第12話での毘沙奈による評。
32. ↑  単行本第3巻冒頭「登場人物紹介」
33. ↑  第13話・第14話。
34. ↑  第16話・第17話。
35. ↑  第11話でのミキによる評。
36. 1 2  第20話
37. 1 2 3  第11話
38. ↑  ミキの視点からは第14話。藤崎側の事情は第20話。
39. ↑  第21話
40. 1 2  第26話
41. 1 2 3  第31話
42. ↑  第32話
43. ↑  第18話
44. ↑  木村がミキに賭けた描写は第18話で、第22話冒頭に「橘に賭けるヤツが一人しかいない」との発言がある。
45. 1 2  第2話
46. 1 2 3  第8話
47. ↑  第16話
48. ↑  第25話
49. ↑  第19話での毘沙奈による説明。
50. ↑  第34話
51. ↑  荒行を経て「真人」になる経緯は第9話での大黒による説明、8つの「仙穴」については第39話の弁天堂主人による説明。
52. ↑  第31話での弁天の会話と第34話の毘沙奈による説明。
53. ↑  第29話における毘沙奈による説明。第9話で大黒も簡単に触れている。
54. ↑  第2話での弁天による説明。
55. 1 2  第40話での弁天堂主人による説明。

### 補足
1. ↑  『Bリアクション!』単行本1巻が発売された2003年9月時点。以降、著者には商業誌連載作品が無い。
2. ↑  第5巻カバートビラにおける作者のコメント。
3. ↑  中国大陸の雲南省・四川省・チベットに分布する野生の桃。学名Amygdalus mira。zh:光核桃

## 単行本
- 鶴田洋久『弁天様には言わないで』集英社<ヤングジャンプコミックスBJ>、全5巻

1. 1998年 6月24日発行、ISBN 4-08-875668-1
2. 1998年10月24日発行、ISBN 4-08-875718-1
3. 1999年 3月24日発行、ISBN 4-08-875769-6
4. 1999年 8月24日発行、ISBN 4-08-875821-8
5. 2001年 1月24日発行、ISBN 4-08-876116-2